# Mycoplasma lipophilum
Mycoplasma lipophilumはマイコプラズマ属細菌の一種である。この属の細菌は細胞膜の周囲に細胞壁がない。細胞壁がないため、ペニシリンや他のβ-ラクタム系抗生物質など細胞壁合成を標的とする一般的な抗生物質が有効でない。マイコプラズマは現在発見されている中で最も小さな細菌細胞であり、酸素がなくても生存でき、その直径は通常約0.1μmである。
Mycoplsma lipophilumはヒトでは比較的稀で、最初はヒトの口腔から分離された。霊長目からも分離されている。
基準株はATCC 27104 = IFO (now NBRC) 14895 = NCTC 10173。